# Passar per la quilla

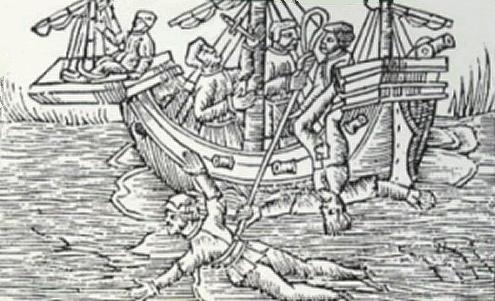
Passant un reu per la quilla en un gravat anglès del segle XVI

En la tradició marinera, el passar per la quilla era un càstig a què eren sotmesos els mariners culpables de delictes greus, com per exemple la covardia davant l'enemic o per amotinar-se; però també es va imposar com a càstig per negligència a pirates i capitans que havien causat danys per inexperiència, comprometent la seguretat del vaixell durant la navegació a vela.

## Descripció

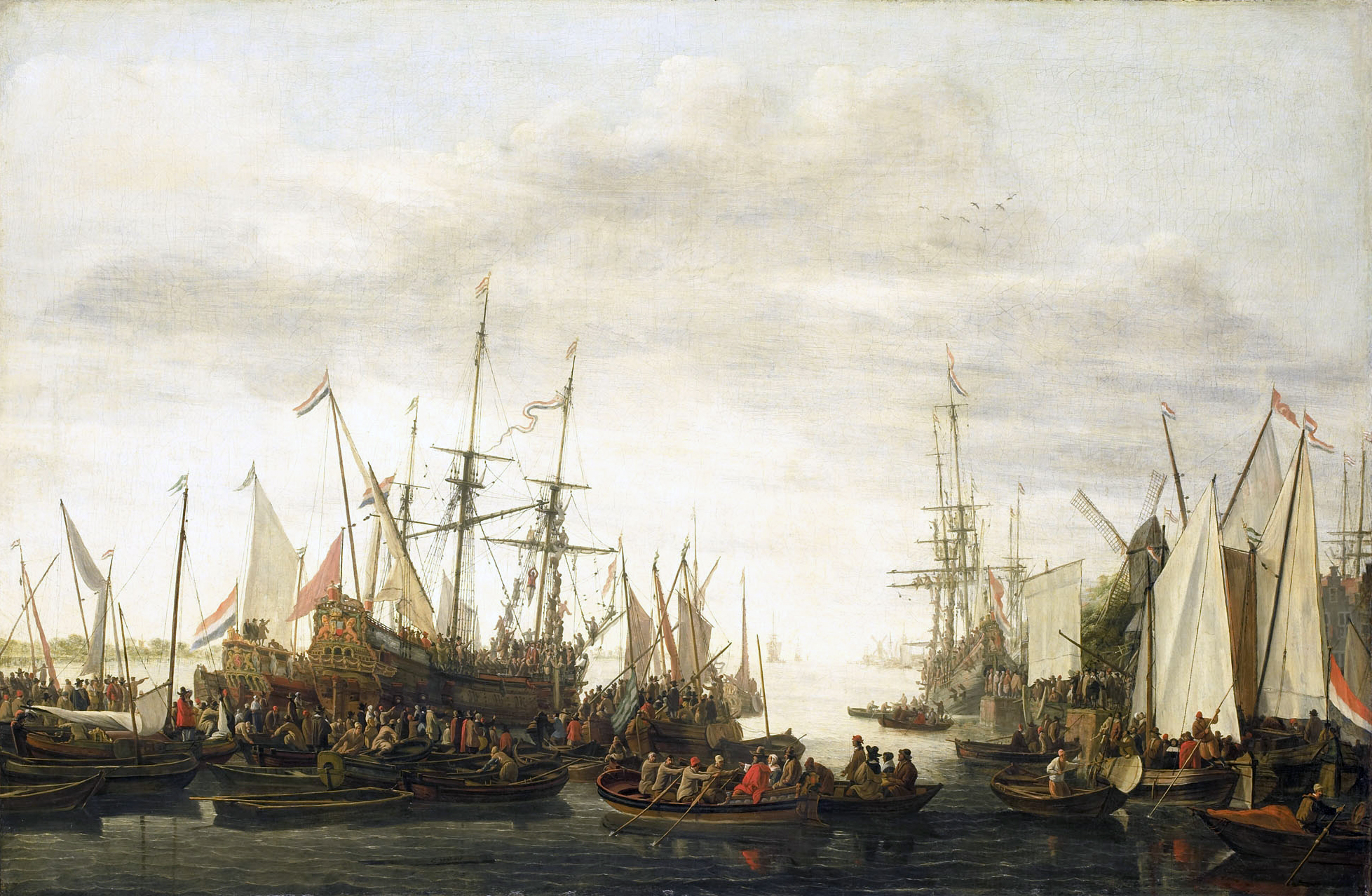
Passant per la quilla a l'almirall Jan van Nes, Lieve Pietersz. Verschuier (1660-1686).

Consistia a lligar el culpable del delicte a un cap de corda, tirar-lo per la barana d'un costat del vaixell i estirar-lo fins a fer-lo sortir per l'altre costat, tot passant-lo per sota de la quilla. Per tant, el castigat havia de resistir amb apnea en un busseig forçat, amb els altres mariners estirant la corda, arrossegant-lo per la carena del buc, normalment cobert per dents de gos i altres crustacis.
La velocitat d'arrossegament influïa en el nivell de patiment del reu. Amb un ritme massa ràpid el condemnat era fregat violentament contra tot el que estigués enganxat al buc, com puntes agudes que podien fer-li ferides o causar-li la mort. D'altra banda, amb un ritme massa lent, era més probable que s'ofegués. El risc de mort era molt alt, i de fet alguns autors han descrit aquesta pena com un tipus de pena de mort sui generis.
El càstig de passar per la quilla va ser expressament previst en el codi de navegació holandès des de 1560 fins al 1853, quan va ser finalment abolit. El terme amb què es defineix en llengua holandesa, kielhalen ("arrossegar al llarg de la quilla "), deriva etimològicament del terme corresponent keelhauling de l'anglès i kielholen de l'alemany.
A la marina britànica va tenir una certa difusió, encara que no de manera oficial, segons alguns autors podria fins i tot haver començat amb els navilis britànics del segle xvi i hauria estat prohibida cap el 1720, mentre que uns altres diuen que existia ja en temps dels grecs en el Codi Marítim de Rodes (Lex Rhodia), de c. 800 aC, que descriu el càstig aplicat a la pirateria. Tanmateix, està representat a un gerro grec de la mateixa època. També tenia lloc a les galeres de l'època romana. Del seu ús també hi ha referències a França.
John Adams, més tard president dels Estats Units, a la seva obra Codi de Justícia Militar escrita el 1755 (just en sortir de la universitat), va lluitar contra la pràctica d'aquest càstig als Estats Units, on es va considerar una barbaritat anglesa.